# Terpnistria
Terpnistria (Stål, 1937) è un genere di insetti ortotteri della famiglia Tettigoniidae (sottofamiglia Phaneropterinae).

## Descrizione
Il genere si caratterizza per la presenza dei seguenti caratteri: carinae prominenti, zampe massicciamente spinate, presenza di marcature biancastre sulle ali verdi e di una fascia scura ai margini del pronoto.

## Tassonomia
Il genere è molto affine a Diogena e Tropidophrys, con minime differenze che si ritengono frutto di una speciazione allopatrica da un progenitore comune.
Comprende le seguenti due specie:
- Terpnistria lobulata (Stål, 1876)
- Terpnistria zebrata (Serville, 1838)

Una terza specie, Terpnistria tubercolata, è stata trasferita al nuovo genere Terpnistrioides.

## Distribuzione e habitat
Entrambe le specie sono endemiche delle savane dell'Africa meridionale.